# Tényeket Tisztelők Társasága
A Tényeket Tisztelők Társasága (TTT) egy hivatalosan be nem jegyzett civil szervezet volt, amely 1992-ben alakult azzal a céllal, hogy a rendszerváltás után robbanásszerűen elterjedő „áltudományok” számára ellenpontot képezzen. A társaság elsősorban a tudomány és a tudományos ismeretterjesztés ismert és elismert hazai szakembereiből állt (ld. "A Tényeket Tisztelők Társasága tagjai" szakaszt), első elnöke Szentágothai János professzor, a nemzetközi hírű neuroanatómus volt. A Társaság fő célja a tudományos szkepticizmus elvének következetes alkalmazása és bemutatása volt a vitatott, meglepő, hihetetlen vagy annak tűnő témákkal kapcsolatban.
Jelenleg nem rendelkezik aktív tagsággal, logója és hivatalos honlapja sincs.

## A Tényeket Tisztelők Társasága története
A TTT számos szállal kötődött a Természet Világa című tudományos folyóirathoz, mely 1991-ben önálló szkeptikus rovatot indított Szkeptikus sarok címmel, majd 1997-től az évente egyszer megjelenő Szkeptikus Lapokban közölt ilyen témájú cikkeket.
A magyarországi első szkeptikus szervezet létrehozása elsősorban Bencze Gyula fizikusnak köszönhető, aki az 1990-es évek elején kapcsolatba lépett az amerikai CSICOP nevű szervezettel (Committee for the Scientific Investigation of Claims of the Paranormal), melynek egyik alapítója volt a világhírű bűvész, James Randi. Randi a MOVI Heliosz Stúdió, a Természet Világa és Bencze Gyula szervezőmunkájának eredményeként 1992 januárjában ellátogatott Magyarországra, s a Budapesti Planetáriumban bemutatta azokat a trükköket, melyekkel Uri Geller és más, magukat parafenoméneknek nevező személyek elkápráztatták a világot. Ugyanezen látogatás alatt ajánlotta fel a Természet Világa diákpályázatán a 300 dolláros Szkeptikus Különdíjat, melyet azóta is évente odaítélnek a legjobb ilyen témájú dolgozat beküldőjének.
Az alakuló ülésre 1992. március 19-én került sor a Kossuth Klubban, mintegy 70 fő részvételével.  A társaság fő célkitűzése volt, hogy "a meggyőzés erejével, a csalások leleplezésével igyekezzen visszaszorítani az áltudományokat. Széleskörűen terjessze a kritikus gondolkozás szellemét, a racionalitást. Hatékonyabb tudománynépszerűsítéssel, a józan ész immunrendszerének erősítésével, kritikus gondolkodásra neveléssel akadályozza meg az emberek félrevezetését."
A társaság 1995-től kezdve Székesfehérváron rendezte meg országos konferenciáját, mely azóta önálló rendezvénnyé fejlődött Szkeptikusok Országos Konferenciája néven. A székesfehérvári konferenciák hatására beindult hazai szkeptikus mozgalom részeként 2004 óta a Budapesti Műszaki Egyetemen is minden évben sor kerül egy rendezvényre Budapesti Szkeptikus Konferencia címen. Szintén nagyrészt ezen szervezetből kiindulva jött létre 2006 decemberében a Szkeptikus Társaság Egyesület, amely az első, hivatalosan is bejegyzett szkeptikus civil szervezet Magyarországon.

## A Tényeket Tisztelők Társasága tagjai
- Szentágothai János neuroanatómus, az MTA rendes tagja (elnök 1992-től 1994-ben bekövetkezett haláláig[5])
- Czelnai Rudolf meteorológus, az MTA rendes tagja (elnök 1996 és 2002 között[5])
- Meskó Attila geofizikus, az MTA rendes tagja (elnök 2002-től[9] 2008-ban bekövetkezett haláláig)
- Almár Iván csillagász, űrkutató
- Ádám György fiziológus, az MTA rendes tagja
- Beck Mihály kémikus, az MTA rendes tagja
- Bencze Gyula fizikus
- Csaba György Gábor csillagász
- Hraskó Gábor biológus, informatikus (titkár) – a 2006-ban megalakult Szkeptikus Társaság alapítója és jelenleg is elnöke
- Kabdebó György oktatástechnológiai szakértő
- Molnár Gergely bűvész
- Staar Gyula tanár, tudományos újságíró, a Természet Világa főszerkesztője
- Trupka Zoltán népművelő, tudományos újságíró
- Vágó István vegyészmérnök, televíziós szerkesztő – 2003-ban kilépett a Társaságból, mert elégedetlen volt annak működésével[10]
- Richter Nándor (a Felügyelő Bizottság elnöke)
- Kostyák Jenő (a Felügyelő Bizottság tagja)
- Dürr János (a Felügyelő Bizottság tagja)